# آنا هيغمان
آنا هيغمان (بالألمانية: Anna Hagemann)‏ هي رامية القرص ألمانية، ولدت في 26 فبراير 1919 في كاسل في ألمانيا، وتوفي بنفس المكان في 2 أكتوبر 2008.

## وصلات خارجية
- آنا هيغمان على موقع أوليمبيديا (الإنجليزية)